# Moleana
Moleana ist eine osttimoresische Aldeia im Suco Ritabou (Verwaltungsamt Maliana, Gemeinde Bobonaro). 2015 lebten in der Aldeia 44 Menschen.

## Geographie
Moleana liegt im Nordwesten des Sucos Ritabou. Südwestlich liegen die Aldeias Halecou und Cor Luli und südöstlich die Aldeias Samelaun und Diruaben. Im Nordwesten grenzt Moleana, jenseits des Flusses Nunura, an den Suco Hataz, im Nordosten, jenseits des Bulobos (ein Nebenfluss des Nunuras), an den Suco Meligo und im Südosten an die Exklave des Sucos Manapa. Im Nordwesten der Aldeia fällt das Land zu einer Ebene am Fluss herab. An ihrem Rand liegt der Foho Atubrau (130 m), eine kleine Erhebung. Im Südwesten von Moleana befindet sich das Dorf Moleana. Hier befinden sich eine Kapelle und eine Schule. Das Dorf Beasale liegt an der Grenze zu Manapa.

## Geschichte
Südlich des Dorfes Moleana befand sich mehrere Jahre die Operationsbasis Moleana der Australischen Armee. Die Basis wurde für die INTERFET-Mission von 1999 und die UNMIT-Mission 2006 verwendet. 2009 gab Australien die Basis an Osttimor zurück. Heute befindet sich hier die Landwirtschaftlich-technische Schule Moleana (Escola Tecnica Agricola de Moleana).

## Politik
2023 wurde Domingos da Costa zum Chefe de Aldeia gewählt.